# Marthasterias glacialis
La martasteria o stella marina spinosa (Marthasterias glacialis Linnaeus, 1758) è un echinoderma della famiglia degli Asteriidae, comune nel Mar Mediterraneo.

## Caratteristiche
Forma regolare con cinque braccia. Il corpo è caratterizzato da spine, di colore variabile bianco, grigio, marrone, rosso, azzurro. Risulta essere la specie più grande nel Mediterraneo, raggiungendo anche gli 85 centimetri di diametro.

## Distribuzione
Mar Mediterraneo occidentale, su fondali rocciosi o nelle praterie di Posidonia oceanica, fino a circa 200 metri di profondità.

## Specie affini
Si può confondere con Coscinasterias tenuispina, da cui però si distingue per il numero di braccia.